# With Hopes of Starting Over
With Hopes of Starting Over è l'EP di debutto della band The Starting Line, pubblicato il 25 giugno 2001 dalla Drive-Thru Records. Contiene quattro canzoni originali (due delle quali saranno inserite anche nel successivo Say It Like You Mean It) e una cover.
Nel novembre del 2005 si è venuto a sapere che in questo EP era prevista anche una sesta canzone, intitolata “Song for Her”. Il brano era stato escluso dal CD per motivi sconosciuti, ed ora è possibile ascoltarlo solo tramite download.

## Elenco delle tracce
Tutte le canzoni sono state scritte dai The Starting Line, tranne dove indicato diversamente.
- 1. "Leaving" (The Starting Line) – 3:30
- 2. "Saddest Girl Story" (The Starting Line) – 3:23
- 3. "Three's a Charm" (The Starting Line) – 4:14
- 4. "Greg's Last Day" (The Starting Line) – 2:42
- 5. "Nothing's Gonna Stop Us Now" (Diane Warren, Albert Hammond) – 3:32

## Formazione
- Mike Golla – chitarra
- Tom Gryskiewicz – batteria
- Kenny Vasoli – voce e basso
- Matt Watts – chitarra